# Вавилова, Наталья Дмитриевна
Ната́лья Дми́триевна Вави́лова (род. 26 января 1959, Москва) — советская киноактриса.

## Биография
Родилась 26 января 1959 года в многодетной семье дипломатического работника, была пятым ребёнком. Жила на Ленинском проспекте, недалеко от киностудии «Мосфильм». Дебютом в кинематографе стала киноповесть «Такие высокие горы» (1974) режиссёра Юлии Солнцевой.
Известность пришла благодаря роли школьницы Таи Петровой в фильме «Розыгрыш» (1976) режиссёра Владимира Меньшова.
Всесоюзный успех принесла роль Александры Тихомировой — дочери главной героини фильма «Москва слезам не верит» (1979) режиссёра Владимира Меньшова. Однако этого успеха могло и не быть, так как родители были категорически против съёмок в кино. Они устроили дочь на курсы в МИД СССР, и она не подходила к телефону. Владимир Меньшов оказался в затруднительной ситуации, так как никого, кроме Натальи, не представлял в роли Александры. Положение спас актёр Алексей Баталов, с которым режиссёр приехал к Наташе домой. После беседы с ним родители сдались. В результате Наташа бросила курсы, поступила во ВГИК и стала актрисой.
В 1979 году на премьере фильма «Москва слезам не верит» познакомилась с будущим мужем, режиссёром боевиков Самвелом Гаспаровым (1938—2020); в 1980 году вышла за него замуж.
В 1984 году окончила Всесоюзный государственный институт кинематографии (ВГИК) (актёрская мастерская Евгения Матвеева). Вместе с ней учились Владимир Шевельков, Андрей Гусев, Алим Кулиев.
В 1986 году в Ярославле на съёмках фильма «Николай Подвойский» актриса упала с лошади и получила травму позвоночника средней тяжести. Через две недели она уже могла вернуться на съёмку, но за это время режиссёр Юрий Борецкий, ранее обещавший дождаться её возвращения и просивший её не предавать инцидент огласке, успел взять на главную роль другую актрису. Душевная травма оказалась серьёзнее физической: Вавилова взяла длинный отпуск и отправилась вместе с мужем в путешествие по Европе. Затем актриса снялась в картине своего мужа «Стервятники на дорогах» (1990) и в фильме «Дело Сухово-Кобылина» (1991) режиссёра Леонида Пчёлкина, после чего завершила свою кинокарьеру. Ей часто предлагали новые роли, но ни одна из них её не заинтересовала. Старалась избегать контактов с прессой. Жила с мужем в частном доме в двенадцати километрах от Москвы, на Рублёвке. Оказывала материальную помощь детским домам, бедным, обездоленным детям. Занималась садоводством, цветоводством, кулинарией и благотворительной деятельностью. Позже семья переехала в Москву, где 26 мая 2020 года муж актрисы режиссёр Самвел Гаспаров скончался от коронавируса.

## Фильмография
- 1974 — Такие высокие горы — девочка
- 1976 — Розыгрыш — Тая Петрова, она же «юродивая»
- 1976 — Сказ про то, как царь Пётр арапа женил — дама на балу
- 1977 — Красные дипкурьеры — Лена
- 1978 — По улицам комод водили (новелла «На волоске») — незнакомка
- 1979 — Москва слезам не верит — Александра Александровна Тихомирова, дочь Катерины
- 1979 — Тяжёлая вода — Лена Соловьёва
- 1980 — Вторжение — Лиза
- 1980 — Половодье — Надя Махахей
- 1981 — Шофёр на один рейс — Лиля, дочь Софьи Макаровны
- 1982 — Нас венчали не в церкви — Лариса Чемоданова
- 1983 — Полоса везения (киноальманах) (новелла «Визит») — Марина
- 1983 — Ученик лекаря — Тодорка
- 1984 — Мой избранник — Таня
- 1985 — Не ходите, девки, замуж — подруга Ольги
- 1985 — Победа — Барбара Дановска, журналистка из Польши
- 1985 — Поезд вне расписания — Галя
- 1986 — Бармен из «Золотого якоря» — Елена Зверева
- 1986 — Не имеющий чина — Мэри
- 1986 — Время сыновей — Валентина
- 1990 — Стервятники на дорогах — Таня
- 1991 — Дело Сухово-Кобылина — Евдокия

#### Озвучивание
- 1974 — Разговор — Энн (роль Синди Уильямс)
- 1985 — Ганг, твои воды замутились — Ганга (роль Мандакини)
- 1985 — Турбаза «Волчья» — Эмилька (роль Радки Славиковой)